# John Paul Phelan

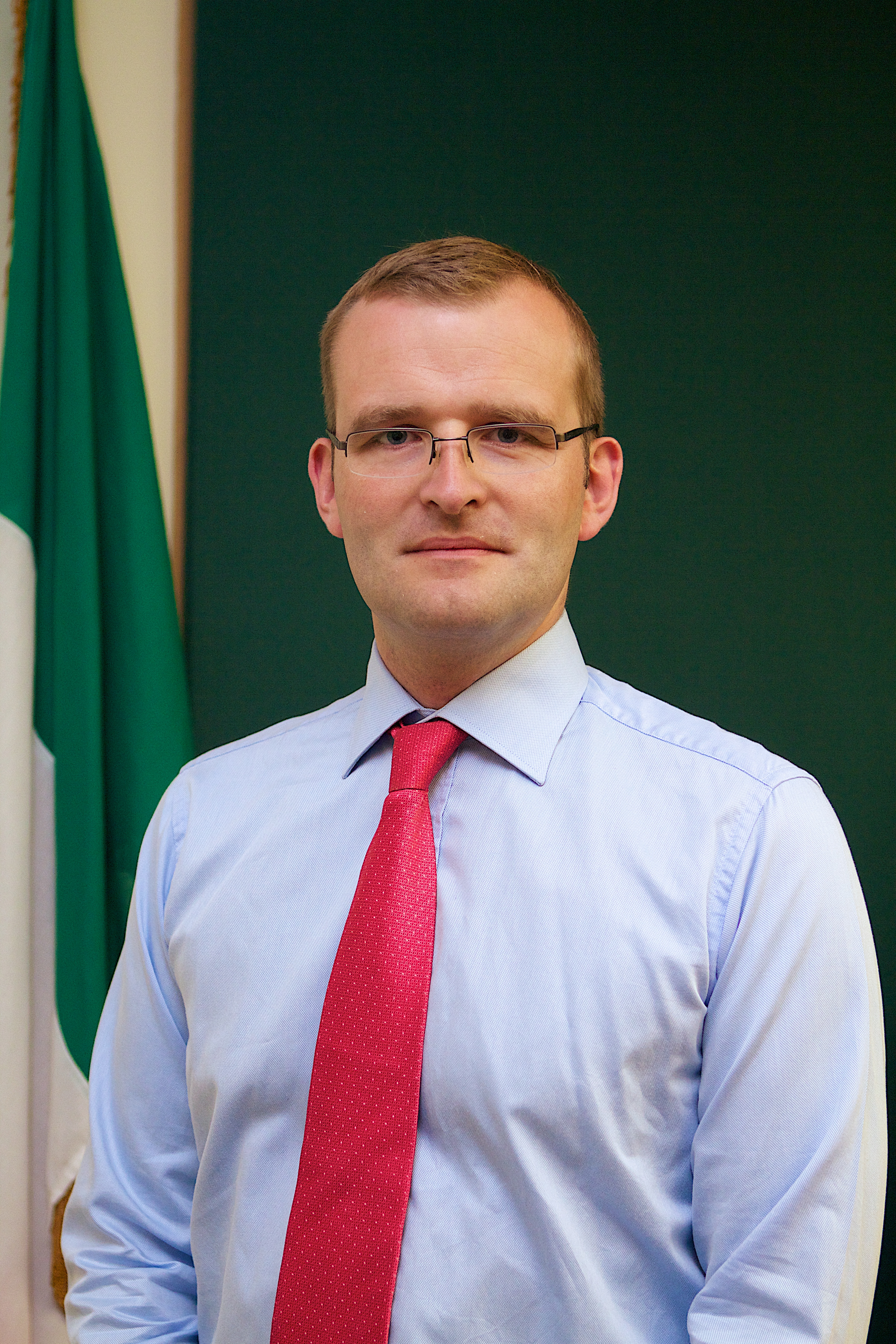
John Paul Phelan (2014)

John Paul Phelan (irisch Seán Pól Ó Faoláin; * 27. September 1978 in Waterford, Irland) ist ein irischer Politiker der Fine Gael.
1999 zog er als jüngstes Mitglied bei der Kommunalwahl in den Kilkenny County Council ein. 2002 wurde er auf der Landwirtschaftsliste in den Seanad Éireann gewählt.
Phelan kandidierte bei den Wahlen zum Dáil Éireann 2007 noch erfolglos für den Wahlkreis Carlow–Kilkenny. Ebenso erfolglos blieb er noch bei der Europawahl 2009.
Erfolgreich war Phelan hingegen bei den Wahlen zum Dáil Éireann 2011. Er zog als Teachta Dála in den Dáil Éireann ein. Diesen Erfolg konnte er 2016 wiederholen. Am 20. Juni 2017 ernannte ihn Taoiseach Leo Varadkar zum Staatsminister für Lokalverwaltung und Wahlreform im Ministerium für Wohnungswesen, Raumordnung und Lokalverwaltung der Regierung Varadkar I. 2020 blieb Griffin erfolgreicher Kandidat. In der Regierung Martin I wurde er nicht mehr berücksichtigt. Im April 2023 erklärte er, dass er sich aus der Politik zurückziehen wolle.

## Leben und Familie
Phelan wuchs auf einem Bauernhof in Tullogher auf und erwarb einen Abschluss in Wirtschaft und Finanzen am Waterford Institute of Technology. Seit 2018 ist er mit Claire McTernan verheiratet, mit der er ein Kind hat.